# Haraldshaugen
Haraldshaugen (Noors: Riksmonumentet Haraldshaugen) is een nationaal monument in Haugesund, Noorwegen. Het monument werd opgericht tijdens de duizendjarige viering van de eenwording van Noorwegen als een koninkrijk onder het bewind van koning Harald I van Noorwegen.
Haraldshaugen werd onthuld op 18 juli 1872 door kroonprins Oscar, de latere koning Oscar II van Zweden in verband met de duizendste verjaardag van de Slag om Hafrsfjord. Het monument is ontworpen door de Noorse architect Christian Christie. De nationaal dichter van Noorwegen, Ivar Aasen, schreef een gedicht getiteld Haraldshaugen om de gebeurtenis te herdenken.
Haraldshaugen ligt in de noordelijke buitenwijken van Haugesund. Het monument bestaat uit een grote heuvel, omringd door granieten gedenkstenen met 29 kleinere stenen, één uit elk van de historische provincies van Noorwegen. Op de top van de heuvel staat een 17 meter hoge granieten obelisk, met vier bronzen panelen rond de basis. Elk paneel toont een belangrijke scène uit het leven van Koning Harald I.
Haraldshaugen wordt gezien als de begraafplaats van koning Harald I, die rond 933 stierf in Avaldsness ten zuiden en nabij Haugesund.